# Kościół ewangelicki w Rusi

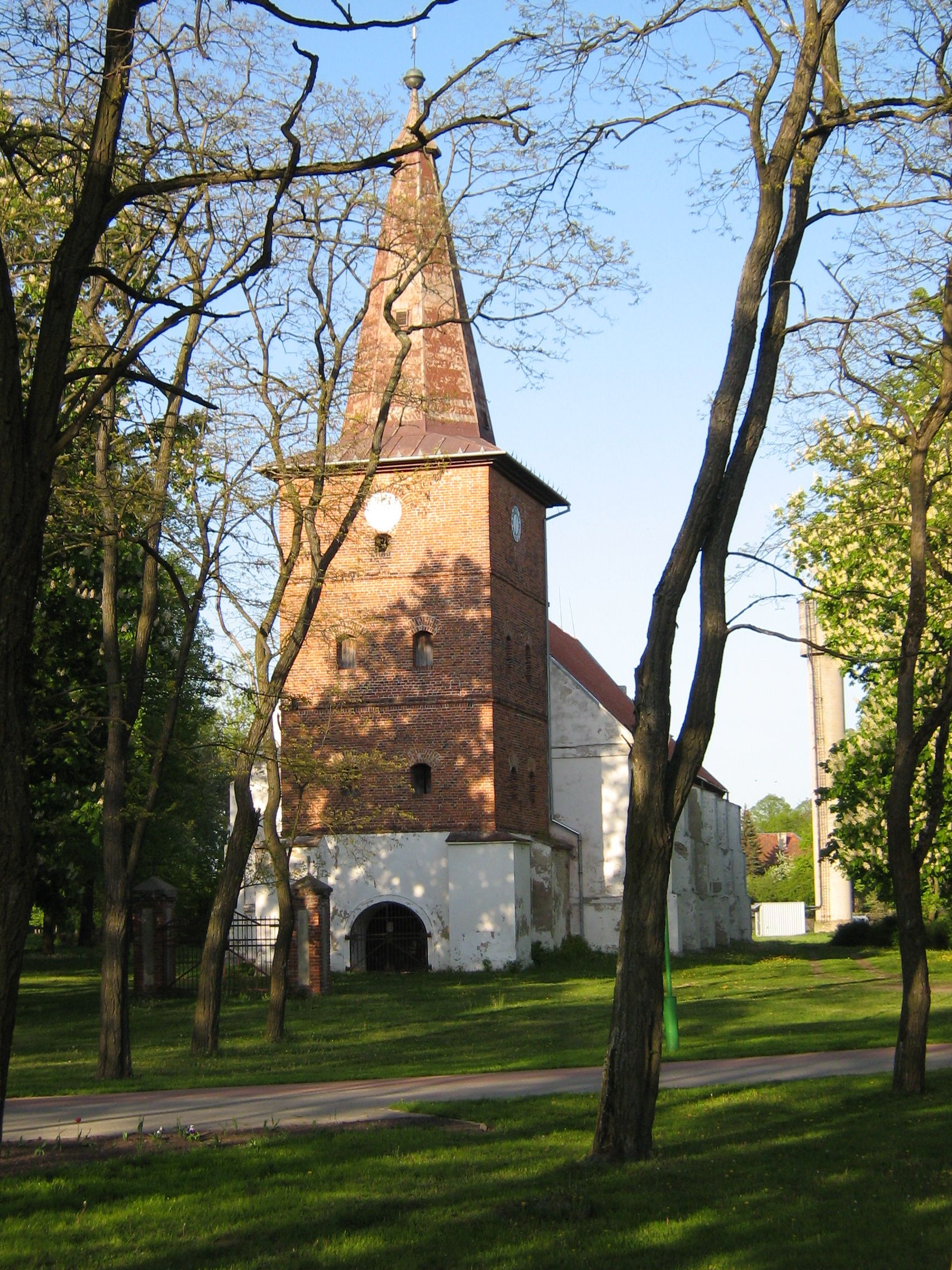
Zbór luterański w Rusi

Kościół ewangelicki w Rusi (lit. Rusnės liuteronu bažnyčia) – kościół ewangelicko-augsburski w Rusi koło Szyłokarczmy, ul. Jurkšaičio 8a, siedziba lokalnej parafii luterańskiej. 

## Historia
Świątynię zbudowano w 1809 (w miejscowości dominowała wówczas litewskojęzyczna ludność protestancka) z czerwonej nieotynkowanej cegły na planie prostokąta. Charakterystycznym elementem kościoła jest czworoboczna wieża nakryta dachem, elewacja wzbogacona jest szkarpami. 